# Martin Salvetti
Martín Salvetti es un profesor argentino.
Fue finalista quedando entre los diez mejores nominados al Premio Global a la Enseñanza.

## Biografía
Es autor de un proyecto llamado "Un carro por un caballo", consiste en usar partes de automóviles incautados para fabricar motos de baja cilindrada para donarselos a trabajadores para mejorar su condición laboral reemplazando sus caballos.
Como dato anecdótico, la Fundación Varkey le anunció en forma sorpresiva que había quedado seleccionado entre los 10 mejores docentes del mundo en una reunión encabezada por Julián Weich. Como parte de la nominación viajó a Dubái.
hincha del cele